# 李用国
李用国（1904年—1933年11月），又名全一，抗日战争时期中共朝鲜族干部，曾任共青团东满特委书记、中共汪清县委书记等职，1933年因左倾民生团事件被错杀，1986年被中华人民共和国民政部平反并追认为革命烈士。

## 早年生涯
1904年，李用国出生于朝鲜咸镜北道城津郡（今朝鲜金策市）寒洞里一个佃农家庭，是家中长子，1915年随家人落户延吉县风林洞下村。1916年，他开始在风林洞祠堂学习，1922年末考入龙井恩真中学，1925年进入东兴中学。中学期间，他接触到马列主义思想，加入了“社会科学研究会”，宣传俄国十月社会主义革命。1925年12月中学毕业后，他开始在龙井从事学生运动，为躲避追查，后前往苏联沿海州暂避。:487:186-187
1927年春，李用国重返延吉县风林洞，通过组织“青年会”、创办“私立大同学校”、开办夜校等形式宣传革命思想，倡导男女教育平等，并教授识字读书。在他的影响下，他的父母、妻子、弟弟、妹妹都相继走上革命道路。:487:187

## 汪清县委书记
1930年6月，李用国加入中国共产党。他与金振、马骏等人创建了中共风林洞支部。同年9月，他开始但任共青团延和县委书记，次月升任共青团东满特委书记。1931年6月，他开始担任中共汪清县委书记。同年秋，他在嘎呀河地区（今石岘镇）领导了“秋收斗争”，迫使部分村屯地主同意农民的减租要求。:487:188-189
1932年1月，为应对针对“秋收斗争”的报复，李用国恢复了汪清县委军事部。同年2月末，他根据东满特委的指示在全县开展了持续2个月之久的“春荒斗争”。同年4月，日军对汪清县进行大规模讨伐，汪清县委遭到破坏。同年夏，李用国开始带领县委干部和游击队创建新的抗日游击根据地，同年12月先后在泗水坪和小汪清建立苏维埃人民政府。小汪清区苏维埃人民政府设有土地、经济、粮食、教育、政治、军事等部门机构，并建有兵工厂、印刷厂、被服厂、学校等。:487:189-190
1933年初，受左倾路线的影响，中共东满特委开始进行肃反斗争。同年6月，中共满洲省委巡视员检查汪清县委工作时将李用国打成“民生团分子”。李用国被解除县委书记职务，开除党籍，同年11月初被杀害。1986年，中华人民共和国民政部为李用国平反，并追认他为革命烈士。:487:191